# Josef Kainar

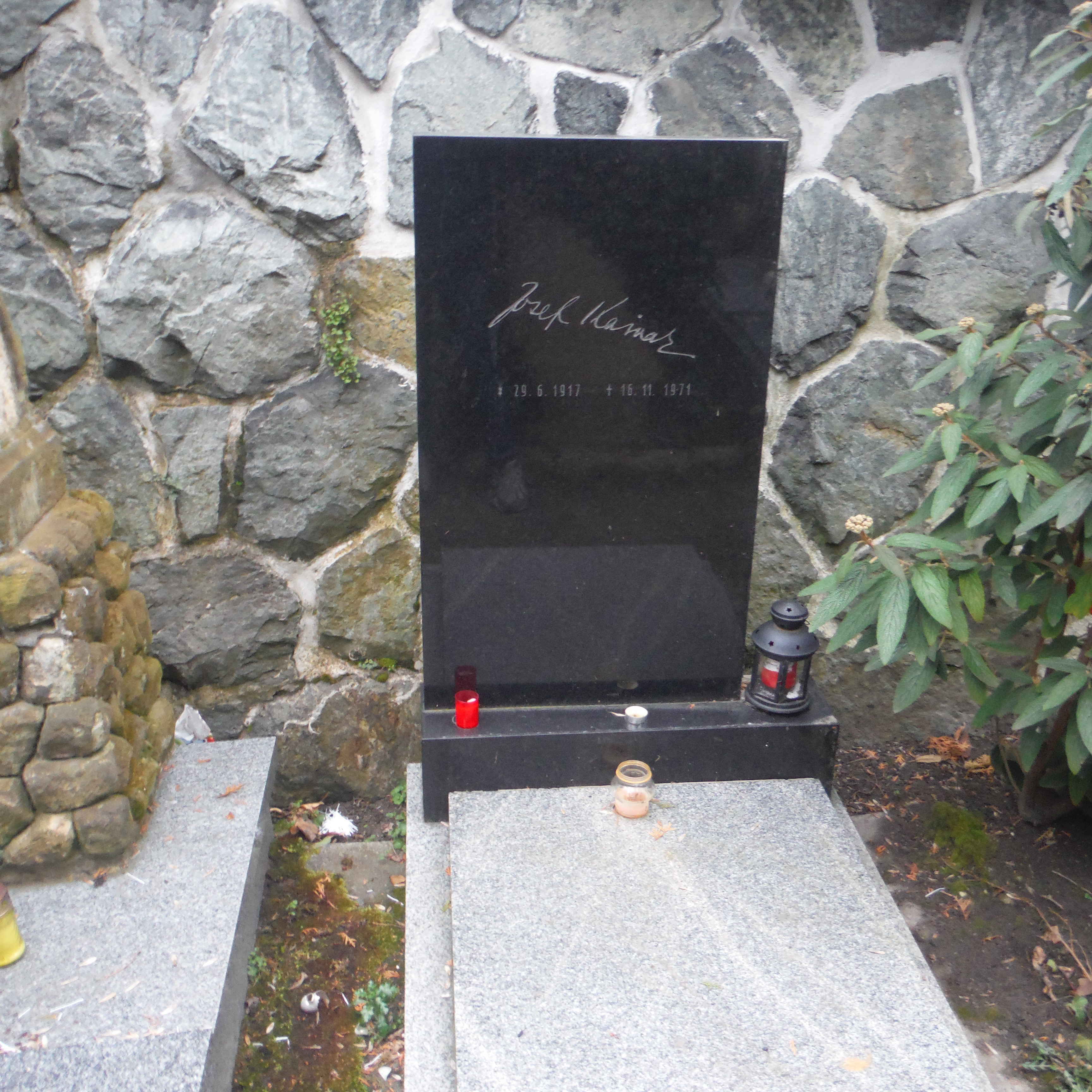
Hrob Josefa Kainara na Vyšehradském hřbitově

Josef František Kainar (29. června 1917 Přerov, Rakousko-Uhersko – 16. listopadu 1971 Dobříš) byl český básník, textař, dramatik a překladatel, ale také hudebník, ilustrátor, výtvarník a novinář. Člen umělecké Skupiny 42 a literární skupiny Ohnice.

## Život
Josef Kainar se narodil v Přerově v roce 1917 do rodiny úspěšného železničního úředníka Josefa Kainara a jeho manželky Josefy. Měl jednoho sourozence, starší sestru Irenu. V Přerově rodina žila od roku 1911, oba rodiče pocházeli z Moravy, ale rodina se často kvůli otcovu povolání stěhovala.
V manželství rodičů se postupně objevovaly problémy, které vyvrcholily rozlukou v roce 1927. Tento otřes na desetiletého Josefa silně zapůsobil, protože právě od tohoto roku se datují některé jeho osobní problémy. Že rodinná situace složitá byla, signalizuje i fakt, že zatímco skoro dospělá Irena zůstala s matkou, desetiletý Josef naopak s otcem. Matka se sestrou se brzy po rozluce odstěhovaly na Slovensko, otec se naopak ještě téhož roku znovu oženil, a to s Marií Kutálkovou, lékárnicí v Olomouci.
Rozpad rodiny se zřejmě projevil i ve výrazné změně jeho školních výsledků. Zatímco na obecné škole byl žákem nadaným, v primě přerovského reálného gymnázia měl již značné problémy. Na tomto gymnáziu v Přerově studoval Kainar v letech 1928–34. Později se u něj projevily i typické problémy spojené s dospíváním. Nešťastně se zamiloval do spolužačky. Ta však jeho city neopětovala a pro citlivého mladíka to byl zřejmě rozhodující podnět, aby se pokusil ukončit svůj život. 5. května 1934 po odchodu ze školy v rozčílení vytáhl bubínkový revolver, který měl jako zástavu od kamaráda, a střelil se do levého boku. Přes zranění došel k lékaři. Lékař jej ošetřil a odeslal do nemocnice. Tam se Josef Kainar podrobil operaci. Za tento čin mu byla udělena pokuta ve výši 30 korun.
Skandál okolo sebevražedného pokusu zřejmě přispěl k tomu, že se rodina přestěhovala do Olomouce. Kainarův otec zde působil ve funkci vrchního inspektora ČSD. Už po roce ale získal místo přednosty dopravní kanceláře na nádraží v Ostravě–Přívoze. Kainar studoval jeden rok na gymnáziu v Olomouci. Od září 1935 přestoupil na reálné gymnázium v Hlučíně, na kterém studoval další tři roky. Maturoval zde v roce 1938. Hlučínské gymnázium dnes po něm nese jméno (od roku 2007).
V letech 1938–1939 studoval češtinu a francouzštinu na Univerzitě Karlově v Praze, po uzavření vysokých škol vystřídal celou řadu zaměstnání. Měl blízko k divadlu a pracoval jako dramaturg v Divadle satiry. Pracoval jako novinář, v novinách Rovnost vycházely jeho vtipy, obrázky a básně. Po druhé světové válce také spolupracoval s rozhlasem, filmem a divadlem. V Československém rozhlase například tvořil tzv. rozhlásky a v nich přístupnou formou seznamoval mladší posluchače s děním. Od roku 1947 byl spisovatelem z povolání. Po roce 1948 se stal básníkem přitakávajícím společenským proměnám, odstartovaným v únoru 1948. V roce 1950 vydal sbírku Veliká láska, v níž „dal svůj talent do služeb boje o pokrokovou socialistickou společnost“. V roce 1970 byl jmenován předsedou přípravného výboru Svazu českých spisovatelů (SČS), jehož členy se směli stát pouze tvůrci loajální k normalizační politice Komunistické strany Československa.
Zabýval se také hudbou, hrál na koncertní úrovni na klavír, kytaru a housle. Stylově vychází především z jazzu. Zmínky o jazzu se objevují také v jeho básních.
Zemřel 16. listopadu 1971 na infarkt myokardu v Dobříši. Je pohřben na Vyšehradském hřbitově.

## Dílo
Počátky jeho tvorby byly ovlivněny především existencialismem. Pro jeho dílo je typická ironie, někdy až hraničící s výsměchem. Dalším typickým znakem jeho tvorby je zpěvnost, možnost spojovat text s hudbou, hovorový, místy i vulgární jazyk, odpor ke konzervatismu. Snažil se o pravdivost svých veršů, znázorňoval hrubost světa, zacházel až do skepticismu. Jeho básně obsahují malé příběhy, které nutí čtenáře k zamyšlení.
Mimo svoji literární tvorbu také psal filmové scénáře a fotografoval.

### Poezie
- Příběhy a menší básně (1940) – prvotina, typická příběhovost; obraz války a doby
- Osudy, Dvůr (knižně 1947)
- Nové mýty (1946) – Tato sbírka výrazně vychází z programu umělecké skupiny 42. Obsahuje mj. i jeho nejslavnější báseň Stříhali dohola malého chlapečka, která byla také zhudebněna Vladimírem Mišíkem. Zpochybňuje mýtus nového spravedlivého světa, v plné míře ironie, sarkasmus, existencialismus, odcizení a absurdita.
- Veliká láska (1950) – inspirace Majakovským
- Český sen (1953) – silný vliv stalinismu
- Člověka hořce mám rád (1959) – po zklamání komunismem se vrací k původním tématům; nezdolná láska, i když člověk chybuje a hřeší
- Lazar a píseň (1960) – uvolnění doby se projevuje i v uvolnění jazyka
- Moje blues (1966) – osamocení člověka, skepticismus, podobné Novým mýtům; tragikomika, sžíravá ironie
- Verše na žudro

#### Poezie pro děti
- Říkadla (1948)
- Nevídáno neslýcháno (1964)
- Zlatovláska – klasickou pohádku ze sbírky K.J.Erbena převedl Kainar nejprve do podoby veršované dramatizace (1952/1953). K pohádce o Zlatovlásce se později vrátil ještě jednou a znovu ji přebásnil, tentokrát už za účelem knižního vydání (1958).

### Písně
Začátkem 40. let otextoval především písně amerických swingových klasiků (G. Gershwin, R. Rodgers, D. Ellington, H. Carmichael aj.). Za okupace to bylo pro nacisty „žido-bolševické svinstvo“, které se přesto hojně hrálo mezi mladými lidmi, např. na trampských srazech. Kainar sám si některé svoje texty (např. písně Černá kára, Starý mrtvý vrabec, Blues železničního mostu) zhudebnil.
V roce 1956 nahrál a nazpíval Gustav Brom původně americký šlágr Irvinga Berlina s Kainarovým textem Duben, první duben (v originále Cheek to Cheek). Hitem se stala i Kainarova Hvězdy jsou jak sedmikrásky nad Brnem.
Zásadním průlomem se stalo album amerických evergreenů natočených na konci 60. let 20. století orchestrem Gustava Broma.
Kainarovy texty v jazzové, beatové i folkové podobě nazpívali Vladimír Mišík s kapelou Etc... a Flamengo, Michal Prokop s kapelou Framus Five, Eva Olmerová, Jiří Suchý, Karel Plíhal, Karel Hála, Jiří Jelínek, Waldemar Matuška a jiní.
Roku 1972 vydal Supraphon dvě rocková alba, a sice Město ER skupiny Framus Five a Kuře v hodinkách skupiny Flamengo, která produkoval Hynek Žalčík. Průřezové LP produkované týmž producentem z roku 1977 s názvem Obelisk, je též poctou Josefu Kainarovi. Skládá se pouze z Kainarových písní nebo jeho zhudebněných básní a sešli se na něm Jiří Suchý, Eva Olmerová (oba s Orchestrem Gustava Broma), Vladimír Mišík (s kapelami Flamengo a ETC) a Michal Prokop (s Framus Five).
Album Kainarových písní Nebe počká vydal v roce 2004 (po tříleté přípravě) písničkář Karel Plíhal. Na toto album nazpívala pět písní Zuzana Navarová.
Dráhu Josefa Kainara jako písňového textaře podrobně popsal Lubomír Dorůžka v doslovu knížky Bledej gentleman.

### Drama
- Ubu se vrací aneb Dršťky nebudou (1949) – Jedna z nejvýznamnějších českých her. Jednalo se o první české absurdní drama. Základním tématem je zneužití moci a uzurpátorství. Hra byla zakázána.
- Nebožtík Nasredin

### Výbor
- Bláznův kabát
- Básně a blues

Překládal především francouzskou a německou poezii.